# Stedelijk Instituut voor Sierkunsten en Ambachten

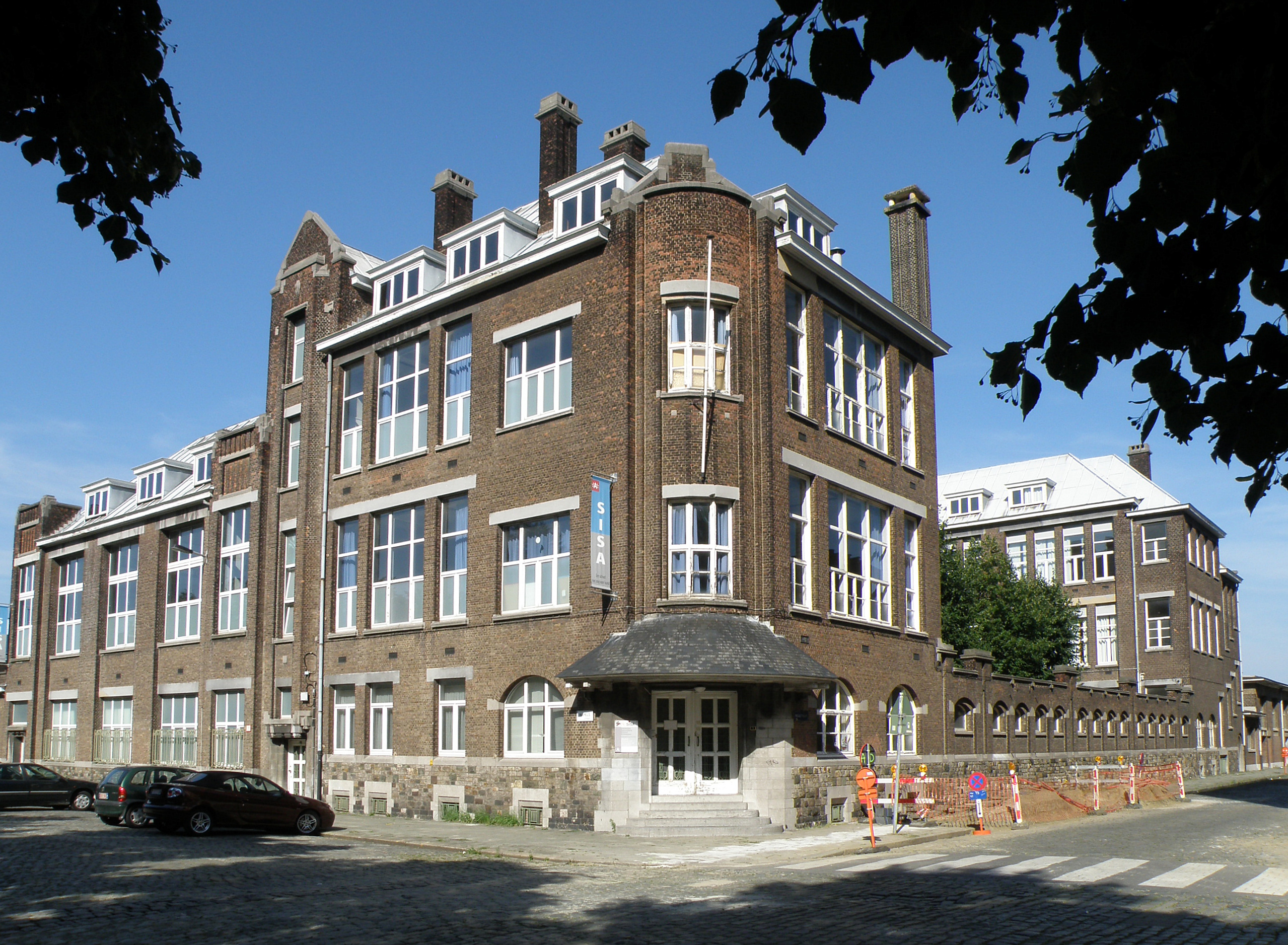
Gebouw van het SISA

Het Stedelijk Instituut voor Sierkunsten en Ambachten (SISA) was een secundaire school in de Cadixstraat op het Eilandje in Antwerpen.

## Studieaanbod
De school heeft een aanbod van studierichtingen in het
- Kunstsecundair onderwijs: vrije beeldende kunsten; woordkunst-drama; audiovisuele vorming;
- Technisch secundair onderwijs: fotografie; grafische technieken; schilderen en decoratietechnieken
- Beroepssecundair onderwijs: publiciteitsgrafiek; publiciteitsgrafiek; haarzorg; etalage- en standendecoratie;

De school onderschrijft het pedagogisch project van het Stedelijk Onderwijs Antwerpen en valt organisatorisch onder de scholengemeenschap Noord.
Enkele bekende oud-studenten zijn: Jan Fabre, Ron Van Riet of Ferre Grignard.

## Geschiedenis
Het SISA vindt zijn oorsprong in 1935 toen de Stedelijke Nijverheidsschool in de Meistraat een studierichting Sierkunsten opstartte. In 1937 komen er vijf studierichtingen bij: haartooi, kleermaken, behangen-garneren, drukken en Openbare Besturen. Omdat de Meistraat deze afdelingen niet kon herbergen verhuizen deze nieuwe afdelingen naar de Paardenmarkt voor de theorielessen en naar de Kipdorpvest 24 voor praktijk. Maar ook daar is niet voldoende ruimte zodat men moet gebruikmaken van extra locaties: voor haartooi maak men gebruik van de private avondschool in de Zwartezustersstraat, tekenlessen vinden een plaats in het hopland; de studierichting drukken gebruikt de praktijklokalen van de stedelijke Nijverheidsschool. De school krijgt dan de naam Middelbare Beroepsschool voor Jongens en Meisjes en is de eerste school in het voortgezet onderwijs in Antwerpen waar jongens en meisjes samen in de klas zitten.
In 1946 krijgt de school de beschikking over de theorielokalen in Eikenstraat 8 en de naam van de school wijzigt in Stedelijke Middelbare Gemengde Beroepsschool. Onder deze naam verhuist de school in 1951 naar zijn huidige locatie tussen de Cadixstraat, de Napelsstraat en Rigastraat, op het Eilandje in Antwerpen Noord.
Het studieaanbod toonde lange tijd enige gelijkenis met de nabijgelegen school "het Technicum" van de Aalmoezeniers van de Arbeid in de Londenstraat. In de perceptie van het publiek (jaren 1950-1970) was de "Londenstraat" een strenge school, terwijl het SISA, onder meer vanwege het samenzitten van jongens en meisjes, een meer libertijnse reputatie had.

## Architectuur
Dit gebouw was in 1926 opgetrokken naar een ontwerp van architect Emiel Van Averbeke (1876-1946), die verantwoordelijk is voor het ontwerp van verschillende andere gebouwen in Antwerpen (o.m. enkele brandweerkazernes, het scholencomplex aan de Pestalozzistraat, bruggen aan de Erik Sasselaan, toegangs- en dienstgebouwen aan de Scheldetunnels, het "Grand-Bazar"-gebouw aan de kant van de Schoen- en Eiermarkt).
Het gebouw was oorspronkelijk bestemd voor de Schippersschool, hoewel schipperskinderen er nooit school liepen. De oorspronkelijke slaapvertrekken op de hoogste verdieping doen nu dienst als leslokalen. Op het gelijkvloers van de achterbouw in de Cadixstraat worden drie moderne haartooisalons ingericht. De drukkerij krijgt een nieuw machinepark op het gelijkvloers van de vleugel aan de Napelsstraat. Ruime tekenklassen en een feestzaal komen in de middenbouw op de eerste verdieping. De kleermakers en behangers-garneerders huizen op de tweede verdieping die oorspronkelijk bedoeld waren als slaapzaaltjes voor schipperskinderen.

## Bron
- 50 jaar SISA 1937 - 1987 Een gedenkboek n.a.v. de academische zitting op 4 april, 1987.